# Bardineto
Bardineto – miejscowość i gmina we Włoszech, w regionie Liguria, w prowincji Savona.
Według danych na rok 2004 gminę zamieszkiwały 634 osoby, 21,9 os./km².